# Agyrta pulchriformis
Agyrta pulchriformis là một loài bướm đêm thuộc phân họ Arctiinae, họ Erebidae.